# 鶴田沼
鶴田沼（つるたぬま）は、栃木県宇都宮市鶴田町にあるため池。地域住民の間では、ひょうたん池と呼ばれる。周辺地域が都市化する中で開発以前の里山の風景が残り、住民主体の環境保護活動が行われている。
農業用のため池として受益農家が維持管理していたが、役割を終えたため、自然環境の保全を行う「グリーントラストうつのみや」の鶴田沼の自然を育てる会が管理を担っている。

## 地理

### 鶴田沼緑地
宇都宮市の中心部から西へ約 5 km、羽黒山の南に位置する。羽黒山の南には湿地帯が広がり、その最南端に鶴田沼がある。沼の周囲を湿地・樹林地・草地が取り巻き、鶴田沼緑地を形成する。鶴田沼緑地は鶴田町と砥上町にまたがり、総面積は東京ドーム約6.5個分に相当する 30.9 ha である。うち0.183 haを保全契約により、5.95 haを管理委託により鶴田沼の自然を育てる会が保護・管理する。
鶴田沼緑地の土地は、保全用地として宇都宮市が買い進めているが、2000年（平成12年）の都市計画決定により既に一定の建築制限をかけているため、市では相続等の際に所有者が買い取りを要請した場合に取得するというスタンスを取っている。なお日本中央競馬会（JRA）も所有者の1団体である。逆に先行取得用地を売却により手放すこともある。
自然環境保護の場であると同時に、市民の憩いの場でもある。また近隣の小学校が環境教育の場としている。

### 沼の特徴
沼は東西 70 m×南北 200 m の大きさで、貯水量は20,000 m3である。中土手で区切られて中央がくびれ、ヒョウタンの形に似ていることから「ひょうたん池」の愛称がある。ひょうたん池と呼ばれるようになったのは、中土手が造られた1946年（昭和21年）以降のことである。中土手より北側を上沼と呼び、土手の建設以前は上沼よりもさらに北へ300 mほど沼地が広がっていたので、沼の面積は現存の沼の2倍ほどあった。
姿川水系に属する。水源は羽黒山由来の地下水と雨水であるが、羽黒山裾野の羽黒台に団地が造成されると、路面の舗装や側溝の整備で沼への流入量が減少した。
1875年（明治8年）に鶴田村へ寄付され、以来姿川村を経て宇都宮市が所有しており、宇都宮市役所景観みどり課が所管する。
「鶴田沼」の名称で「うつのみや百景」（No.92）に、「鶴田沼（ひょうたん池）（鶴田沼緑地）」の名称で生物多様性保全上重要な里地里山（重要里地里山、No.9-2）に選定されている。

### 周辺環境

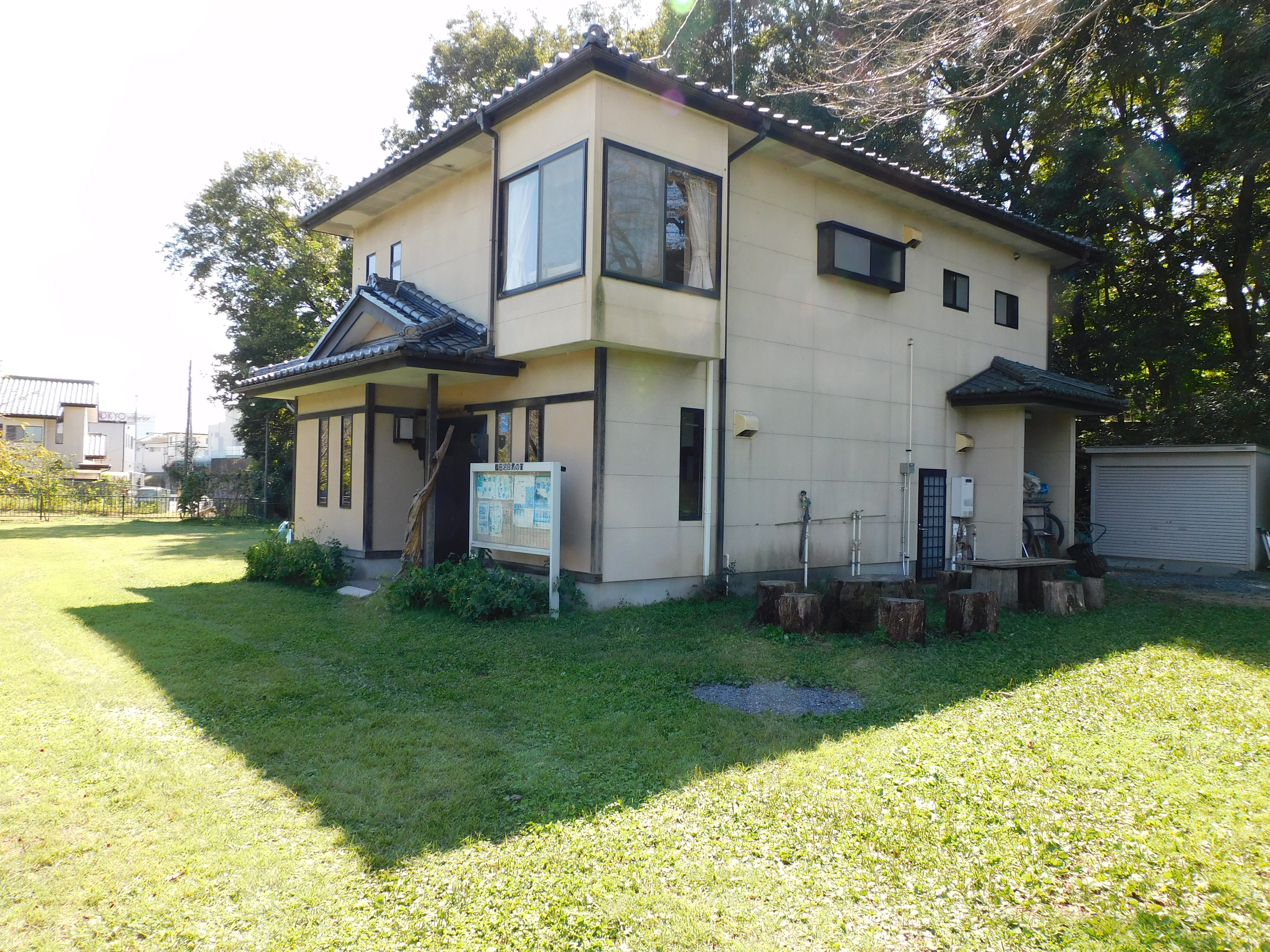
鶴田沼自然の家

鶴田沼緑地は市街化区域の中に位置し、周囲を住宅地や商業施設に囲まれ、宇都宮環状道路（宮環）がすぐそばを通る。宮環から細い道へ入り、道なりに進むと開けた場所が現れ、そこに駐車場、鶴田沼、鶴田沼自然の家がある。宮環から鶴田沼へ向かう道は見落としやすい。
付近に公共交通機関は通っておらず、路線バスを利用するには徒歩で20分かけて野口雨情旧居前の鹿沼街道（栃木県道4号宇都宮鹿沼線）まで行く必要がある。

## 歴史
江戸時代の寛文年間（1661年 - 1673年）頃に造られた農業用のため池である。導水が困難な水田に水を供給するために、丘陵の地形を利用して築造された。
1930年（昭和5年）頃には、簎（やす）でコイを突き刺して獲る突き漁が行われ、1940年（昭和15年）頃には、結氷した沼でスケートが行われた。1950年（昭和25年）頃になると、漁獲高の減少のため漁業権を放棄する人が出始めた一方で、貸しボート屋を開業する人もいた。この頃、沼にはジュンサイが茂っていた。
昭和30年代（1955年 - 1964年）まではため池として利用されていたが、周囲の都市化に伴って利用されなくなり、管理者がいなくなった。貸しボート屋は1970年代頃に姿を消し、同じ頃の山野草ブームで野生植物が減少した。沼は荒廃し、釣り人以外は周辺住民さえ訪れなくなった。自然が減少する中で1973年（昭和48年）にハッチョウトンボが宇都宮市の天然記念物に指定された。1975年（昭和50年）に羽黒台団地が造成されると沼へ流入する水量が減少し、水質が悪化した。それでも1980年（昭和55年）頃にはモウセンゴケが一帯に群生していた。1983年（昭和58年）に宇都宮市立小中学校の教諭がハッチョウトンボの調査に訪れた時には、沼の乾燥化が進行し、一部を除き、沼の中を長靴で歩ける状態であった。
1993年（平成5年）4月、宇都宮市はグリーントラストうつのみやと「鶴田沼周辺樹林地1号地」の保全契約を締結し、2000年（平成12年）4月4日、鶴田沼緑地を都市計画決定した。同年6月18日に鶴田沼の自然を育てる会が発足し、12月に仮想評価法（CVM）を用いたアンケート調査が行われた。支払意思額（WTP）は、保全活動への関与の仕方として基金を選択する人、鶴田沼を知っている人、訪問回数の多い人、森づくりに関心のある人、子供たちの野外教育の場として重視する人が高くなるという結果が得られ、全体のWTPの中央値は2,260円であった。保全活動への関与の仕方としてボランティアを選択した人は、自然への関心が高いにもかかわらず、WTPは基金を選択した人に比べて4,924円も低くなった。このことは、非利用価値が必ずしもWTPに反映されないことを意味している。
鶴田沼の自然を育てる会が発足すると、掻い掘り（かいぼり）などを通して生態系の回復を図り、動植物の観察ができる緑地に変貌した。2011年（平成23年）に行った芝剥ぎでクロホシクサとヒメナエが発見された。住民主体の環境保全活動が評価され、鶴田沼の自然を育てる会は2013年（平成25年）5月18日の栃木県植樹祭で栃木県知事賞（緑化功労者）、2016年（平成28年）に下野ふるさと大賞奨励賞を受賞した。

## 生物
宇都宮市は、鶴田沼がため池としての本来の役割を果たしていた1950年（昭和25年）頃の生態系の復元を目標に保全を進めている。このため、ただ自然を保全するだけでなく、鶴田沼緑地に自生するコナラやクヌギのドングリを回収して苗木を育て樹林地へ植える活動や、他の生物の生育を阻害するヨシの刈り取り、外来種の除去などの活動を行う。実働部隊の鶴田沼の自然を育てる会は、毎月第1・第3日曜日に鶴田沼自然の家に集合し、「できることをできる範囲で無理なく安全に」活動する。
鶴田沼緑地は、スギ・ヒノキ林、雑木林、クリ畑、中間湿原、ヨシ原、草地などの多様な自然環境が展開し、さまざまな動植物が生息する。樹林地はグリーントラストうつのみやの保全契約林である。
上沼（沼の北側）には木道が敷かれ、湿原を散策することができる。

### 動物

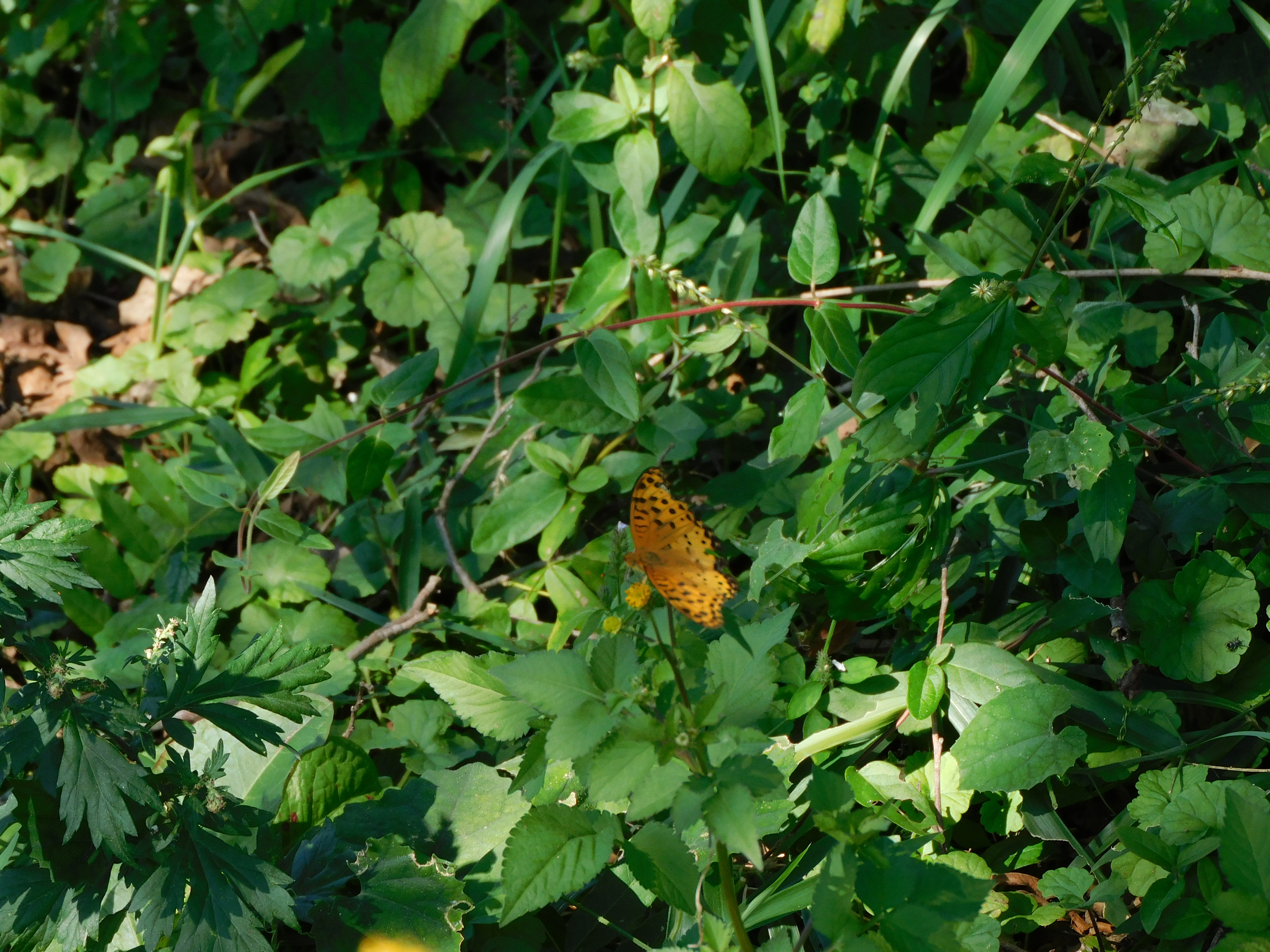
鶴田沼のミドリヒョウモン

1990年代の調査によると、底生動物60種、魚類3目4科6種、両生類1目4科6種、爬虫類1目3科6種、昆虫類15目167科816種、鳥類32科85種、哺乳類4目8科8種が確認されている。水場に多くの昆虫や鳥類が集まる。
主な魚類
- ギンブナ
- ホトケドジョウ
- メダカ

主なカエル
- シュレーゲルアオガエル
- ニホンアカガエル

主な昆虫
- ウチワヤンマ
- ウラゴマダラシジミ
- ウラミスジシジミ
- オオムラサキ
- カブトムシ[33]
- クワガタムシ[33]
- ハッチョウトンボ
- ヘイケボタル
- ベニシジミ[33]
- モートンイトトンボ（オランダ語版）
- ミドリシジミ
- ヨツボシトンボ（英語版）

主な鳥類
- アオサギ[10]
- オオタカ
- オオヨシキリ
- カワセミ[注 6]
- クイナ
- コゲラ[10]
- サシバ[15]
- マガモ[10]
- ノスリ[10]
- ヤマガラ[10]

#### ハッチョウトンボ
ハッチョウトンボは日本最小のトンボで、モウセンゴケやミズゴケの生える湿原に生息する。1940年（昭和15年）頃には沼の湿地帯に数多く生息しており、1973年（昭和48年）7月17日に宇都宮市指定天然記念物となった。
1978年（昭和53年）に宇都宮大学の稲泉三丸が行った調査では、鶴田沼のハッチョウトンボは八幡山とともに絶滅したとされたが、1983年（昭和58年）に宇都宮市立小中学校の教諭が行った調査で生息が再確認された。ただし調査した教諭は「周囲の環境は沼にとってもハッチョウトンボにとってもきびしいといわざるをえない」と記録している。その後、ヨシ刈りなどの手入れが行われたことで、生息数は増加した。
鶴田沼の自然を育てる会は毎年5 - 8月にハッチョウトンボの生息数調査を行っている。

### 植物

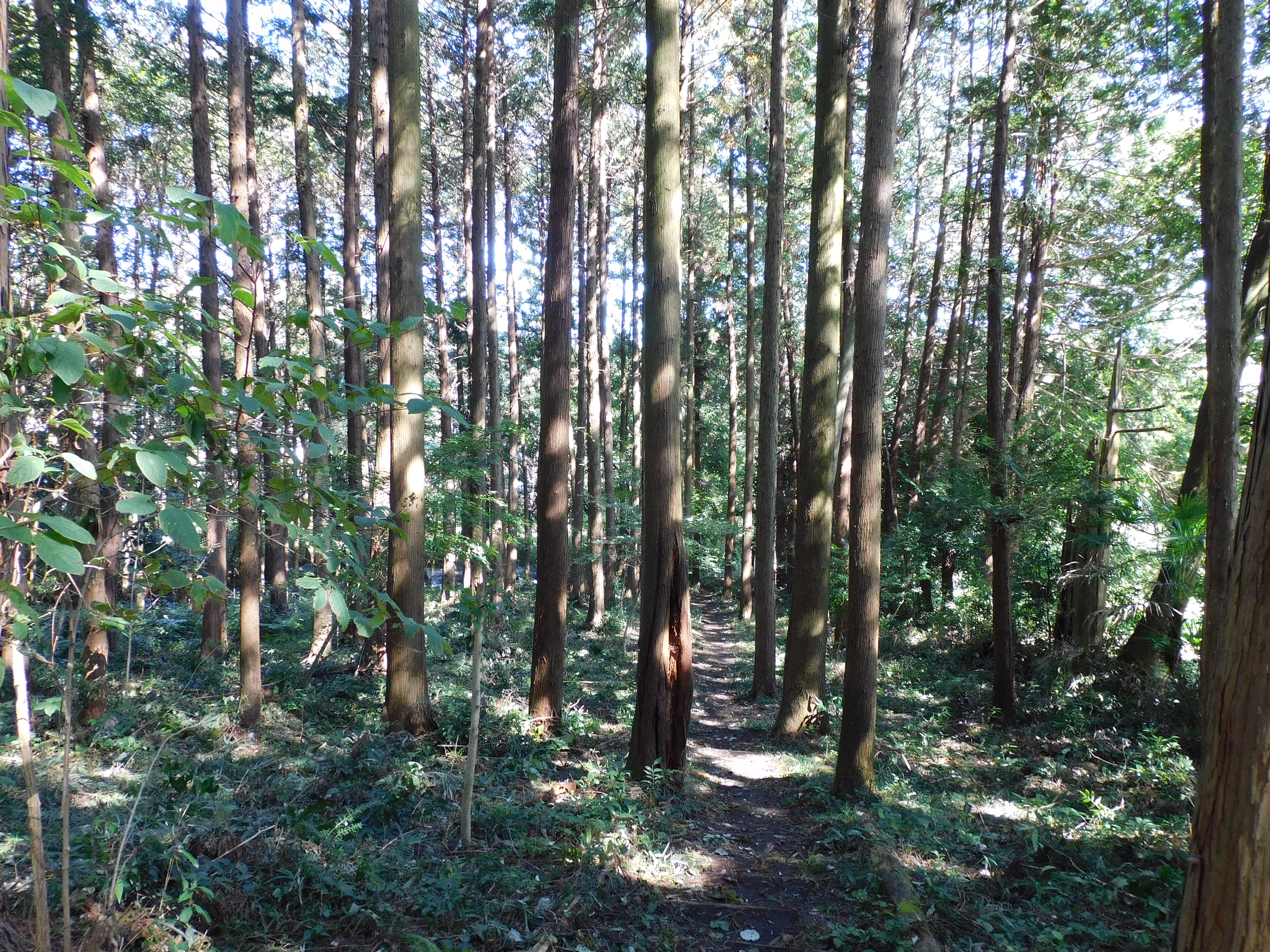
雑木林

1990年代の調査によると、102科547種が確認されている。2010年代には30種以上の絶滅危惧種が生息していた。
主な植物
- アギナシ
- イヌセンブリ（中国語版）
- オオミズゴケ
- カキツバタ
- カザグルマ
- クヌギ[5]
- コウホネ[21]
- コナラ
- コバギボウシ[21]
- サギソウ[注 8]
- サクラ
- サワギキョウ
- サワシロギク
- スギ
- タカトウダイ[21]
- チダケサシ（イタリア語版）[21]
- ツリフネソウ
- トキソウ
- ヌマトラノオ[21]
- ノハナショウブ
- ハンノキ
- ヒナノカンザシ（ベトナム語版）
- ヒノキ
- ヒメミクリ（ベトナム語版）
- ホザキノミミカキグサ（英語版）
- ミミカキグサ
- ムラサキシキブ[15]
- ムラサキミミカキグサ（英語版）
- モウセンゴケ
- ヤマラッキョウ
- ヨシ
- ワレモコウ